# Грасхофф, Ханс-Ульрих
Ханс-Ульрих Грасхофф (нем. Hans-Ulrich Graßhoff; род. 28 января 1943, Галле, Саксония) — западногерманский волейболист. Участник летних Олимпийских игр 1972 года.

## Биография
Ханс-Ульрих Грасхофф родился 28 января 1943 года в немецком городе Галле.
Жил в Мюнстере, окончил здесь среднюю школу. Занимался лёгкой атлетикой (прыжками в высоту и с шестом), футболом и волейболом.
В 1961 году был одним из основателей волейбольного клуба «Мюнстер». В его составе в 1965—1972 годах одиннадцать раз подряд становился чемпионом ФРГ.
В составе сборной ФРГ участвовал в двух чемпионатах мира — в 1966 году в Чехословакии, где команда заняла 20-е место, и в 1970 году в Болгарии, где она выбыла на квалификационном этапе. В 1971 году играл на чемпионате Европы в Италии, где волейболисты ФРГ заняли 16-е место.
В 1972 году вошёл в состав сборной ФРГ на летних Олимпийских играх в Мюнхене, занявшей 11-е место. Провёл 5 матчей. Был капитаном команды.
В течение карьеры провёл за сборную ФРГ 110 матчей.
В 1973—1975 годах тренировал «Падерборн».
С 1975 года работал учителем биологии и физкультуры в муниципальной гимназии в Бад-Дрибурге. С 1980 года был старшим преподавателем, в 2001—2008 годах — директором по учебной работе. В 2008 году ушёл на пенсию.